# Jean-Baptiste Parelle
Jean-Baptiste Parelle est un peintre français, né le 28 novembre 1790 à Rouen et mort le 26 mai 1837 dans la même ville.

## Biographie
Élève de Jacques-Louis David, puis du baron Gros, il expose au salon de Rouen de 1833 et au salon de 1834 une œuvre : Le Mal de dent, no 1461 du livret avec l'indication (appartient à M. H. Barbet, maire de Rouen). Il obtient une médaille d'or au salon de Rouen en 1835.
Il est inhumé au cimetière Saint-Gervais à Rouen.

## Œuvres
- Rouen, musée des Beaux-arts, Portrait de la femme de lettres Amélie Bosquet.